# Copa Confederación de la CAF 2019-20
La Copa Confederación de la CAF 2019-20, llamada Total CAF Confederation League 2019-20 por razones de patrocinio, es la 17.ª edición del segundo torneo de fútbol a nivel de clubes más importante de África organizado por la Confederación Africana de Fútbol. Es la primera edición que se juega entre los meses de agosto y mayo por decisión del Comité Ejecutivo de la CAF en 17 de julio de 2017.
El campeón del torneo RS Berkane enfrentó al Al-Ahly, campeón de la Liga de Campeones de la CAF 2019-20, en la Supercopa de la CAF 2021.

## Participantes
Particpan 52 equipos de 41 asociaciones. Los que aparecen en negrita avanzan directamente a la primera ronda.
| Asociación                                     | Equipo                | Método de Clasificación                          |
| ---------------------------------------------- | --------------------- | ------------------------------------------------ |
| Marruecos (1.º – ≥153 pts)                     | Hassania Agadir       | 3.º de 2018–19 Botola                            |
| Marruecos (1.º – ≥153 pts)                     | RS Berkane            | Ganador de 2018 Moroccan Throne Cup              |
| Túnez (2.º – ≥149 pts)                         | CS Sfaxien            | 3.º de 2018–19 Tunisian Ligue Professionnelle 1  |
| Túnez (2.º – ≥149 pts)                         | US Ben Guerdane       | 4.º de 2018–19 Tunisian Ligue Professionnelle 1  |
| Egipto (3.º – 120.5 pts)                       | Pyramids              | 3.º de 2018–19 Egyptian Premier League           |
| Egipto (3.º – 120.5 pts)                       | Al-Masry              | 4.º de 2018–19 Egyptian Premier League           |
| Argelia (4.º – 92 pts)                         | Paradou AC            | 3.º de 2018–19 Algerian Ligue Professionnelle 1  |
| Argelia (4.º – 92 pts)                         | CR Belouizdad         | Ganador de 2018–19 Algerian Cup                  |
| República Democrática del Congo (5.º – 87 pts) | DC Motema Pembe       | 3.º de 2018–19 Linafoot                          |
| República Democrática del Congo (5.º – 87 pts) | AS Maniema Union      | Ganador de Copa del Congo 2019                   |
| Sudáfrica (6.º – 76.5 pts)                     | Bidvest Wits          | 3.º de Premier Soccer League 2018-19             |
| Sudáfrica (6.º – 76.5 pts)                     | TS Galaxy             | Ganador de Copa Nedbank 2018-19                  |
| Zambia (7.º – 40.5 pts)                        | Buildcon              | 3.º de 2019 Zambia Super League                  |
| Zambia (7.º – 40.5 pts)                        | Zanaco                | 4.º de 2019 Zambia Super League                  |
| Sudán (8.º – 35 pts)                           | Al-Ahly Shendi        | 3.º de 2018–19 Sudan Premier League              |
| Sudán (8.º – 35 pts)                           | Khartoum              | 4.º de 2018–19 Sudan Premier League              |
| Nigeria (9.º – 32.5 pts)                       | Rangers International | 3.º de 2019 Nigeria Professional Football League |
| Nigeria (9.º – 32.5 pts)                       | Niger Tornadoes       | Finalista de 2019 Nigeria Federation Cup         |
| Guinea (10.º – 30 pts)                         | Santoba               | 3.º de 2018–19 Guinée Championnat National       |
| Guinea (10.º – 30 pts)                         | CI Kamsar             | Finalista de Copa Nacional de Guinea 2019        |
| Tanzania (12.º – 18 pts)                       | Azam                  | Ganador de 2018–19 Azam sport federation cup     |
| Tanzania (12.º – 18 pts)                       | KMC                   | 4.º de 2018–19 Tanzanian Premier League          |

| Asociación                            | Equipo                  | Método de Clasificación                                                |
| ------------------------------------- | ----------------------- | ---------------------------------------------------------------------- |
| Costa de Marfil (13.º – 15 pts)       | FC San Pédro            | Ganador de Copa de Costa de Marfil 2019                                |
| Kenia (14.º – 14 pts)                 | Bandari                 | Ganador de 2019 FKF President's Cup                                    |
| República del Congo (16.º – 11.5 pts) | Étoile du Congo         | 2.º de 2018–19 Congo Ligue 1                                           |
| Uganda (17.º – 11 pts)                | Proline                 | Ganador de 2019 Uganda Cup                                             |
| Libia (18.º – 10 pts)                 | Al-Ittihad              | Ganador de 2018 Libyan Cup                                             |
| Ghana (19.º – 9 pts)                  | Ashanti Gold            | Ganador de 2019 GFA Normalisation Committee Special Competition Tier 2 |
| Ruanda (E-20.º – 8 pts)               | Kigali                  | Ganador de 2019 Rwandan Cup                                            |
| Zimbabue (E-20.º – 8 pts)             | Triangle United         | Ganador de Copa de Zimbabue 2018                                       |
| Suazilandia (22º – 7 pts)             | Young Buffaloes         | Ganador de 2019 Eswatini Cup                                           |
| Etiopía (23º – 6 pts)                 | Fasil Kenema            | Ganador de 2019 Ethiopian Cup                                          |
| Botsuana (E-24.º – 4 pts)             | Jwaneng Galaxy          | Ganador de Copa Mascom Top 8 2018-19                                   |
| Togo (E-24.º – 4 pts)                 | Maranatha               | 2.º de Campeonato nacional de Togo 2018-19                             |
| Camerún (E-26.º – 3 pts)              | Stade Renard de Melong  | Ganador de 2019 Cameroonian Cup                                        |
| Mali (E-26.º – 3 pts)                 | Djoliba                 | Finalista de Copa de Malí 2018                                         |
| Burkina Faso (28.º – 2.5 pts)         | Salitas                 | 2.º de 2018–19 Burkinabé Premier League                                |
| Gabón (29.º – 1.5 pts)                | AS Pélican              | 2.º de 2019 Gabon Championnat National D1                              |
| Benín                                 | ESAE                    | Ganador de 2019 Benin Cup                                              |
| Burundi                               | Rukinzo                 | Finalista de 2019 Burundian Cup                                        |
| Chad                                  | AS CotonTchad           | 2.º de 2019 Chad Premier League                                        |
| Yibuti                                | Arta/Solar7             | Ganador de la Copa de Yitubi 2019                                      |
| Guinea Ecuatorial                     | Akonangui               | Ganador de Copa de Guinea Ecuatorial 2019                              |
| Liberia                               | LISCR                   | Ganador de Copa de Liberia 2019                                        |
| Madagascar                            | CNaPS Sport             | Finalista de Copa de Madagascar 2019                                   |
| Malaui                                | Masters Security        | Ganador de Copa de Malaui 2018                                         |
| Mauritania                            | SNIM                    | Ganador de Copa mauritana de fútbol 2019                               |
| Mauricio                              | Roche-Bois Bolton City  | Ganador de 2019 Mauritian Cup                                          |
| Níger                                 | US GN                   | Finalista de Copa de Níger 2019                                        |
| Seychelles                            | Saint Louis Suns United | Ganador de Copa de Seychelles 2018-19                                  |
| Somalia                               | Mogadishu City Club     | Ganador de Copa de Somalia 2018                                        |
| Sudán del Sur                         | Amarat United           | Ganador de 2019 South Sudan National Cup                               |
| Zanzíbar                              | Malindi                 | Ganador de 2019 Zanzibarí Cup                                          |

A los participantes se les unen los 16 equipos eliminados en la primera ronda de la Liga de Campeones de la CAF 2019-20:
| Al-Nasr        | Horoya     | ASC Kara        | Enyimba       |
| Gor Mahia      | Cano Sport | Génération Foot | Asante Kotoko |
| KCCA           | Côte d'Or  | FC Nouadhibou   | Elect-Sport   |
| Young Africans | UD Songo   | Green Eagles FC | Fosa Juniors  |

### Asociaciones que no mandan equipo
| - Angola (11.º – 21.5 pts; podía mandar dos equipos) - Cabo Verde - República Centroafricana - Comoras - Eritrea - Gambia - Guinea-Bisáu | - Lesoto - Mozambique (15.º – 13 pts) - Namibia - Reunión - Santo Tomé y Príncipe - Senegal - Sierra Leona |

## Fase de clasificación

### Ronda preliminar
}}
}}
}}
}}
}}
}}
}}
}}
}}
}}
}}
}}
}}
}}
}}
}}
}}
}}
}}
}}
}}
| Equipo 1            | Agr.        | Equipo 2                | Ida | Vuelta |
| ------------------- | ----------- | ----------------------- | --- | ------ |
| SNIM                | 0–7         | ESAE                    | 0–5 | 0–2    |
| US GN               | 1–3         | Al-Ittihad              | 1–1 | 0–2    |
| Maranatha           | 3–0         | LISCR                   | 3–0 | 0–0    |
| AS Pélican          | 2–2 (4–1 p) | AS Maniema Union        | 1–1 | 1–1    |
| Paradou AC          | 3–1         | CI Kamsar               | 3–0 | 0–1    |
| Bolton City         | 4–1         | Jwaneng Galaxy          | 3–1 | 0–1    |
| Mogadishu City Club | 0–1         | Malindi                 | 0–0 | 0–1    |
| Akonangui           | 1–4         | Ashanti Gold            | 1–1 | 0–3    |
| Niger Tornadoes     | 4–5         | Santoba                 | 1–2 | 3–3    |
| TS Galaxy           | 2–0         | Saint Louis Suns United | 1–0 | 1–0    |
| Buildcon            | 1–2         | Young Buffaloes         | 0–1 | 1–1    |
| Arta/Solar7         | 1–4         | Khartoum                | 1–1 | 0–3    |
| DC Motema Pembe     | 4–0         | Stade Renard de Melong  | 2–0 | 2–0    |
| Kigali              | 2–1         | KMC                     | 0–0 | 2–1    |
| Proline             | 3–0         | Masters Security        | 3–0 | 0–0    |
| Bandari             | 1–1 (v)     | Al-Ahly Shendi          | 0–0 | 1–1    |
| US Ben Guerdane     | 5–1         | Amarat United           | 5–1 | 0–0    |
| Fasil Kenema        | 2–3         | Azam                    | 1–0 | 1–3    |
| Triangle United     | 5–0         | Rukinzo                 | 5–0 | 0–0    |
| Pyramids            | 5–1         | Étoile du Congo         | 4–1 | 1–0    |
| CR Belouizdad       | 4–0         | AS CotonTchad           | 2–0 | 2–0    |

#### SNIM vs ESAE
| 10 de agosto de 2019 | SNIM | 0:5 (0:1) | ESAE                                                            | Estadio Cheikha Ould Boïdiya, Nuakchot, Mauritania |                           |
|                      |      | Reporte   | - 12', 63' Dah-Atchèfon - 48' Akplogan - 56' Sewa - 59' Linkpon | Árbitro(s): Gaoussou Kané                          | Árbitro(s): Gaoussou Kané |

| 24 de agosto de 2019 | ESAE                        | 2:0 (1:0) (Global 7:0) | SNIM | Estadio René Pleven d'Akpakpa, Cotonú, Benín |                               |
|                      | - Oussou 10' - Onyenwen 88' | Reporte                |      | Árbitro(s): Abdullahi Shuaibu                | Árbitro(s): Abdullahi Shuaibu |

#### US GN vs Al-Ittihad
| 11 de agosto de 2019 | US GN        | 1:1 (1:1) | Al-Ittihad      | Estadio General Seyni Kountché, Niamey, Níger |                            |
|                      | - Amadou 13' | Reporte   | - 6' El Khritli | Árbitro(s): Raphiou Ligali                    | Árbitro(s): Raphiou Ligali |

| 25 de agosto de 2019 | Al-Ittihad            | 2:0 (1:0) (Global 3:1) | US GN | Stade Chedli Zouiten, Ciudad de Túnez, Túnez |                         |
|                      | - Zubya 24' - ??? 86' | Reporte                |       | Árbitro(s): Karim Sabry                      | Árbitro(s): Karim Sabry |

#### Maranatha vs LISCR
| 11 de agosto de 2019 | Maranatha                                                | 3:0 (1:0) | LISCR | Estadio de Kégué, Lomé, Togo |                          |
|                      | - Asamoah 34' (pen.) - Yacoubou 55' - Salifou 87' (pen.) | Reporte   |       | Árbitro(s): Kouassi Biro     | Árbitro(s): Kouassi Biro |

| 25 de agosto de 2019 | LISCR | 0:0 (Global 0:3) | Maranatha | Estadio Antoinette Tubman, Monrovia, Liberia |                                    |
|                      |       | Reporte          |           | Árbitro(s): Younoussa Tawel Camara           | Árbitro(s): Younoussa Tawel Camara |

#### AS Pélican vs AS Maniema Union
| 10 de agosto de 2019 | AS Pélican      | 1:1 (0:0) | AS Maniema Union      | Stade d'Angondjé, Libreville, Gabón |                           |
|                      | - Boundonga 51' | Reporte   | - 65' (a.g.) Bisamuna | Árbitro(s): Auladyo Pariz           | Árbitro(s): Auladyo Pariz |

| 25 de agosto de 2019 | AS Maniema Union   | 1:1 (0:1) (1:4 p.)(Global 2:2) | AS Pélican  | Stade Joseph-Kabila, Kindu, RD Congo |                                 |
|                      | - Kilangalanga 55' | Reporte                        | - 13' Emery | Árbitro(s): Joaquín Esono Eyang      | Árbitro(s): Joaquín Esono Eyang |

#### Paradou AC vs CI Kamsar
| 9 de agosto de 2019 | Paradou AC                                | 3:0 (1:0) | CI Kamsar | Estadio 5 de julio de 1962, Argel, Argelia |                                   |
|                     | - Ghorab 20' - Bouzok 54' - Benayad 90+1' | Reporte   |           | Árbitro(s): Abdulwahid Huraywidah          | Árbitro(s): Abdulwahid Huraywidah |

| 24 de agosto de 2019 | CI Kamsar   | 1:0 (0:0) (Global 1:3) | Paradou AC | Estadio del 28 de Septiembre, Conakri, Guinea |                            |
|                      | - Sosah 82' | Reporte                |            | Árbitro(s): Dawdu Williams                    | Árbitro(s): Dawdu Williams |

#### Bolton City vs Jwaneng Galaxy
| 11 de agosto de 2019 | Bolton City                                      | 3:1 (1:0) | Jwaneng Galaxy | Estadio George V, Curepipe, Mauricio |                           |
|                      | - Paeye 17' (a.g.) - M’poue 65' - Tien Kee 90+3' | Reporte   | - 90+1' Kaunda | Árbitro(s): Eugene Mdluli            | Árbitro(s): Eugene Mdluli |

| 25 de agosto de 2019 | Jwaneng Galaxy | 1:0 (0:0) (Global 2:3) | Bolton City | Lobatse Stadium, Lobatse, Botsuana |                                  |
|                      | - Moyo 70'     | Reporte                |             | Árbitro(s): Paulo Sérgio Moreira   | Árbitro(s): Paulo Sérgio Moreira |

#### Mogadishu City Club vs Malindi
| 11 de agosto de 2019 | Mogadishu City Club | 0:0     | Malindi | Estadio Amaan, Zanzíbar, Tanzania |                                 |
|                      |                     | Reporte |         | Árbitro(s): Alier Michael James   | Árbitro(s): Alier Michael James |

| 24 de agosto de 2019 | Malindi    | 1:0 (0:0) (Global 1:0) | Mogadishu City Club | Estadio Amaan, Zanzíbar, Tanzania |                             |
|                      | - Mosi 71' | Reporte                |                     | Árbitro(s): Eric Manirakiza       | Árbitro(s): Eric Manirakiza |

#### Akonangui vs Ashanti Gold
| 10 de agosto de 2019 | Akonangui   | 1:1 (0:0) | Ashanti Gold   | Estadio Manuel Enguru, Ebebiyín, Guinea Ecuatorial |                                         |
|                      | - Mbele 75' | Reporte   | - 55' Agyemang | Árbitro(s): Jean Pierre Nguiene Bissila            | Árbitro(s): Jean Pierre Nguiene Bissila |

| 24 de agosto de 2019 | Ashanti Gold                | 3:0 (3:0) (Global 4:1) | Akonangui | Estadio Len Clay, Obuasi, Ghana    |                                    |
|                      | - Mumuni 2' (pen.), 7', 10' | Reporte                |           | Árbitro(s): Abdoulaye Al-Moustapha | Árbitro(s): Abdoulaye Al-Moustapha |

#### Niger Tornadoes vs Santoba
| 10 de agosto de 2019 | Niger Tornadoes   | 1:2 (0:1) | Santoba                   | Estadio Ahmadu Bello, Kaduna, Nigeria |                             |
|                      | - Zaki 58' (pen.) | Reporte   | - 37' Kamara - 48' Babawo | Árbitro(s): Boureima Sanogo           | Árbitro(s): Boureima Sanogo |

| 23 de agosto de 2019 | Santoba                           | 3:3 (2:2) (Global 5:4) | Niger Tornadoes                | Estadio del 28 de Septiembre, Conakri, Guinea |                           |
|                      | - Bah 25' - Siby 35' - Kamara 80' | Reporte                | - 15', 29' Alebiosu - 84' Zaki | Árbitro(s): Hassan Corneh                     | Árbitro(s): Hassan Corneh |

#### TS Galaxy vs Saint Louis Suns United
| 11 de agosto de 2019 | TS Galaxy     | 1:0 (1:0) | Saint Louis Suns United | Estadio Mbombela, Nelspruit, Sudáfrica |                                 |
|                      | - Mdlinzo 45' | Reporte   |                         | Árbitro(s): Ali Mohamed Adelaid        | Árbitro(s): Ali Mohamed Adelaid |

| 25 de agosto de 2019 | Saint Louis Suns United | 0:1 (0:0) (Global 0:2) | TS Galaxy     | Estadio Linité, Victoria, Seychelles |                              |
|                      |                         | Reporte                | - 53' Setsile | Árbitro(s): Ganesh Chutooree         | Árbitro(s): Ganesh Chutooree |

#### Buildcon vs Young Buffaloes
| 10 de agosto de 2019 | Buildcon | 0:1 (0:1) | Young Buffaloes | Estadio Levy Mwanawasa, Ndola, Zambia |                              |
|                      |          | Reporte   | - 42' Dlamini   | Árbitro(s): Brighton Chimene          | Árbitro(s): Brighton Chimene |

| 24 de agosto de 2019 | Young Buffaloes | 1:1 (0:1) (Global 2:1) | Buildcon     | Centro Deportivo Mavuso, Manzini, Suazilandia |                         |
|                      | - Mamba 55'     | Reporte                | - 1' Kayembe | Árbitro(s): Osiase Koto                       | Árbitro(s): Osiase Koto |

#### Arta/Solar7 vs Khartoum
| 11 de agosto de 2019 | Arta/Solar7 | 1:1 (0:0) | Khartoum      | Estadio El Hadj Hassan Gouled, Yibuti, Yibuti |                           |
|                      | - Koman 88' | Reporte   | - 62' Pretino | Árbitro(s): Lemma Nigussi                     | Árbitro(s): Lemma Nigussi |

| 23 de agosto de 2019 | Khartoum                                         | 3:0 (0:0) (Global 4:1) | Arta/Solar7 | Estadio Al Merreikh, Omdurmán, Sudán |                  |
|                      | - Karshom 48' (pen.) - Eldin 89' - Pretino 90+2' | Reporte                |             | Árbitro(s): [[]]                     | Árbitro(s): [[]] |

#### DC Motema Pembe vs Stade Renard de Melong
| 12 de agosto de 2019 | DC Motema Pembe | 2:0 (0:0) | Stade Renard de Melong | Estadio de los Mártires, Kinsasa, RD Congo |                                   |
|                      | - Koné 68', 82' | Reporte   |                        | Árbitro(s): Alhadj Allaou Mahamat          | Árbitro(s): Alhadj Allaou Mahamat |

| 25 de agosto de 2019 | Stade Renard de Melong | 0:2 (0:2) (Global 0:4) | DC Motema Pembe          | Stade Ahmadou Ahidjo, Yaundé, Camerún |                          |
|                      |                        | Reporte                | - 14' Koné - 28' Gikanji | Árbitro(s): Pierre Atcho              | Árbitro(s): Pierre Atcho |

#### Kigali vs KMC
| 10 de agosto de 2019 | Kigali | 0:0     | KMC | Estadio Regional Nyamirambo, Kigali, Ruanda |                           |
|                      |        | Reporte |     | Árbitro(s): Diraneh Guedi                   | Árbitro(s): Diraneh Guedi |

| 23 de agosto de 2019 | KMC                    | 1:2 (0:1) (Global 1:2) | Kigali                       | Estadio Nacional Benjamin Mkapa, Dar es-Salam, Tanzania |                         |
|                      | - Ndikumana 87' (pen.) | Reporte                | - 30' Kalisa - 64' Nsabimana | Árbitro(s): Sabri Fadul                                 | Árbitro(s): Sabri Fadul |

#### Proline vs Masters Security
| 10 de agosto de 2019 | Proline                | 3:0 (1:0) | Masters Security | Startimes Uganda Stadium, Kampala, Uganda |                             |
|                      | - Bogere 18', 57', 81' | Reporte   |                  | Árbitro(s): Nsoro Ruzindana               | Árbitro(s): Nsoro Ruzindana |

| 24 de agosto de 2019 | Masters Security | 0:0 (Global 0:3) | Proline | Estadio Nacional Bingu, Lilongüe, Malaui |                              |
|                      |                  | Reporte          |         | Árbitro(s): Thulani Sibandze             | Árbitro(s): Thulani Sibandze |

#### Bandari vs Al-Ahly Shendi
| 10 de agosto de 2019 | Bandari | 0:0     | Al-Ahly Shendi | Centro Deportivo Internacional Moi, Nairobi, Kenia |                         |
|                      |         | Reporte |                | Árbitro(s): Nur Muhudin                            | Árbitro(s): Nur Muhudin |

| 23 de agosto de 2019 | Al-Ahly Shendi | 1:1 (0:1) (Global 1:1) | Bandari              | Shendi Stadium, Shendi, Sudán |                          |
|                      | - Mozamil 65'  | Reporte                | - 27' (a.g.) Mozamil | Árbitro(s): Tsegay Mogos      | Árbitro(s): Tsegay Mogos |

#### US Ben Guerdane vs Amarat United
| 11 de agosto de 2019 | US Ben Guerdane                                  | 5:1 (2:0) | Amarat United | Estadio 7 de Marzo, Ben Gardane, Túnez |                               |
|                      | - Attia 2' - Melo 13', 48' - Ricardinho 79', 81' | Reporte   | - 57' ?       | Árbitro(s): Sekou Ahmed Touré          | Árbitro(s): Sekou Ahmed Touré |

| 25 de agosto de 2019 | Amarat United | 0:0 (Global 1:5) | US Ben Guerdane | Startimes Uganda Stadium, Kampala, Uganda |                            |
|                      |               | Reporte          |                 | Árbitro(s): Mfaume Nassoro                | Árbitro(s): Mfaume Nassoro |

#### Fasil Kenema vs Azam
| 11 de agosto de 2019 | Fasil Kenema   | 1:0 (1:0) | Azam | Estadio Bahir Dar, Bahir Dar, Etiopía |                                |
|                      | - Meleyo 45+3' | Reporte   |      | Árbitro(s): Elsiddig El Treefe        | Árbitro(s): Elsiddig El Treefe |

| 25 de agosto de 2019 | Azam                          | 3:1 (2:1) (Global 3:2) | Fasil Kenema | Chamazi Stadium, Dar es-Salam, Tanzania |                           |
|                      | - Djodi 23', 32' - Chirwa 59' | Reporte                | - 38' Kassim | Árbitro(s): Andrew Otieno               | Árbitro(s): Andrew Otieno |

#### Triangle United vs Rukinzo
| 11 de agosto de 2019 | Triangle United                                                  | 5:0 (3:0) | Rukinzo | Estadio Barbourfields, Bulawayo, Zimbabue |                           |
|                      | - Tavarwisa 7', 36' - Kawondera 41' - January 48' - Chintuli 90' | Reporte   |         | Árbitro(s): Audrick Nkole                 | Árbitro(s): Audrick Nkole |

| 24 de agosto de 2019 | Rukinzo | 0:0 (Global 0:5) | Triangle United | Príncipe Louis Rwagasore, Buyumbura, Burundi |                  |
|                      |         | Reporte          |                 | Árbitro(s): [[]]                             | Árbitro(s): [[]] |

#### Pyramids vs Étoile du Congo
| 10 de agosto de 2019 | Pyramids                                         | 4:1 (3:0) | Étoile du Congo | Estadio 30 de Junio, El Cairo, Egipto |                            |
|                      | - Antwi 19', 33' - Traoré 22' - Ali 90+3' (pen.) | Reporte   | - 89' Mukumbu   | Árbitro(s): Lyes Bekouassa            | Árbitro(s): Lyes Bekouassa |

| 25 de agosto de 2019 | Étoile du Congo | 0:1 (0:1) (Global 1:5) | Pyramids   | Alphonse Massemba-Débat, Brazaville, Congo |                                  |
|                      |                 | Reporte                | - 32' Issa | Árbitro(s): Jean-Marc Ganamandji           | Árbitro(s): Jean-Marc Ganamandji |

#### CR Belouizdad vs AS CotonTchad
| 10 de agosto de 2019 | CR Belouizdad            | 2:0 (1:0) | AS CotonTchad | Estadio 5 de julio de 1962, Argel, Argelia |                               |
|                      | - Gasmi 22' - Sayoud 82' | Reporte   |               | Árbitro(s): Mutaz Al-Shalmani              | Árbitro(s): Mutaz Al-Shalmani |

| 24 de agosto de 2019 | AS CotonTchad | 0:2 (0:1) (Global 0:4) | CR Belouizdad               | Idriss Mahamat Ouya, Yamena, Chad |                                  |
|                      |               | Reporte                | - 2' Belahouel - 67' Sayoud | Árbitro(s): Antoine Effa Essouma  | Árbitro(s): Antoine Effa Essouma |

### Primera ronda
}}
}}
}}
}}
}}
}}
}}
}}
}}
}}
}}
}}
}}
}}
}}
}}
| Equipo 1        | Agr.        | Equipo 2              | Ida | Vuelta |
| --------------- | ----------- | --------------------- | --- | ------ |
| ESAE            | 0–0 (5–3 p) | Salitas               | 0–0 | 0–0    |
| Al-Ittihad      | 1–1 (v)     | Hassania Agadir       | 1–1 | 0–0    |
| Maranatha       | 2–3         | Djoliba               | 1–2 | 1–1    |
| AS Pélican      | 3–4         | Rangers International | 2–1 | 1–3    |
| Paradou AC      | 3–1         | CS Sfaxien            | 3–1 | 0–0    |
| Bolton City     | 1–5         | Zanaco                | 1–2 | 0–3    |
| Malindi         | 2–7         | Al-Masry              | 1–4 | 1–3    |
| Ashanti Gold    | 3–4         | RS Berkane            | 3–2 | 0–2    |
| Santoba         | 0–3         | FC San Pédro          | 0–0 | 0–3    |
| TS Galaxy       | 4–1         | CNaPS Sports          | 1–0 | 3–1    |
| Young Buffaloes | 1–3         | Bidvest Wits          | 1–0 | 0–3    |
| Khartoum        | 3–3 (1–3 p) | DC Motema Pembe       | 1–2 | 2–1    |
| Kigali          | 2–3         | Proline               | 1–1 | 1–2    |
| Bandari         | 3–2         | US Ben Guerdane       | 2–0 | 1–2    |
| Azam            | 0–2         | Triangle United       | 0–1 | 0–1    |
| Pyramids        | 2–1         | CR Belouizdad         | 1–1 | 1–0    |

#### ESAE vs Salitas
| 15 de septiembre de 2019 | ESAE | 0:0     | Salitas | Estadio René Pleven d'Akpakpa, Cotonú, Benín |                         |
|                          |      | Reporte |         | Árbitro(s): Blaise Ngwa                      | Árbitro(s): Blaise Ngwa |

| 28 de septiembre de 2019 | Salitas | 0:0 (3:5 p.)(Global 0:0) | ESAE | Estadio del 4 de Agosto, Uagadugú, Burkina Faso |                             |
|                          |         | Reporte                  |      | Árbitro(s): Nabil Boukhalfa                     | Árbitro(s): Nabil Boukhalfa |

#### Al-Ittihad vs Hassania Agadir
| 14 de septiembre de 2019 | Al-Ittihad   | 1:1 (0:1) | Hassania Agadir | Stade Taïeb Mhiri, Sfax, Túnez |                          |
|                          | - Sabbou 79' | Reporte   | - 34' Bouftini  | Árbitro(s): Daouda Gueye       | Árbitro(s): Daouda Gueye |

| 28 de septiembre de 2019 | Hassania Agadir | 0:0 (Global 1:1) | Al-Ittihad | Estadio de Agadir, Agadir, Marruecos |                              |
|                          |                 | Reporte          |            | Árbitro(s): Youssef Essrayri         | Árbitro(s): Youssef Essrayri |

#### Maranatha vs Djoliba
| 14 de septiembre de 2019 | Maranatha   | 1:2 (1:1) | Djoliba              | Estadio de Kégué, Lomé, Togo |                              |
|                          | - Owusu 11' | Reporte   | - 19', 75' Coulibaly | Árbitro(s): Mahmoud El Banna | Árbitro(s): Mahmoud El Banna |

| 29 de septiembre de 2019 | Djoliba      | 1:1 (0:0) (Global 3:2) | Maranatha     | Polideportivo Modibo Keïta, Bamako, Malí |                                   |
|                          | - Ekwa 90+4' | Reporte                | - 86' Salifou | Árbitro(s): Noureddine El Jaafari        | Árbitro(s): Noureddine El Jaafari |

#### AS Pélican vs Rangers International
| 14 de septiembre de 2019 | AS Pélican                    | 2:1 (2:1) | Rangers International | Augustin Monédan de Sibang, Libreville, Gabón |                                |
|                          | - Yanga 13' - Sané 22' (a.g.) | Reporte   | - 25' Egbujor         | Árbitro(s): Thierry Nkurunziza                | Árbitro(s): Thierry Nkurunziza |

| 29 de septiembre de 2019 | Rangers International                     | 3:1 (1:1) (Global 4:3) | AS Pélican  | Estadio Nnamdi Azikiwe, Enugu, Nigeria |                                  |
|                          | - George 18' - Egbujor 51' - Oluwoyin 57' | Reporte                | - 6' Dertin | Árbitro(s): Jean Marc Ganamandji       | Árbitro(s): Jean Marc Ganamandji |

#### Paradou AC vs CS Sfaxien
| 15 de septiembre de 2019 | Paradou AC                                    | 3:1 (1:1) | CS Sfaxien    | Estadio 5 de julio de 1962, Argel, Argelia |                             |
|                          | - Mouali 13' - Ghorab 61' - Bouzok 78' (pen.) | Reporte   | - 2' Marzouki | Árbitro(s): Fabricio Duarte                | Árbitro(s): Fabricio Duarte |

| 29 de septiembre de 2019 | CS Sfaxien | 0:0 (Global 1:3) | Paradou AC | Stade Taïeb Mhiri, Sfax, Túnez |                         |
|                          |            | Reporte          |            | Árbitro(s): Adil Zourak        | Árbitro(s): Adil Zourak |

#### Bolton City vs Zanaco
| 15 de septiembre de 2019 | Bolton City  | 1:2 (0:2) | Zanaco                         | Estadio Anjalay, Belle Vue Maurel, Mauricio |                            |
|                          | - M’poue 51' | Reporte   | - 27' (pen.) Rusike - 29' Kola | Árbitro(s): Mfaume Nassoro                  | Árbitro(s): Mfaume Nassoro |

| 28 de septiembre de 2019 | Zanaco                               | 3:0 (1:0) (Global 5:1) | Bolton City | Estadio Héroes Nacionales, Lusaka, Zambia |                                |
|                          | - Okutu 25' - Manziba 58' - Kola 84' | Reporte                |             | Árbitro(s): Nehemia Shoovaleka            | Árbitro(s): Nehemia Shoovaleka |

#### Malindi vs Al-Masry
| 15 de septiembre de 2019 | Malindi      | 1:4 (1:3) | Al-Masry                          | Estadio Amaan, Zanzíbar, Tanzania |                           |
|                          | - I. Ali 45' | Reporte   | - 27', 41', 54' Wadi - 33' H. Ali | Árbitro(s): Mashood Ssali         | Árbitro(s): Mashood Ssali |

| 29 de septiembre de 2019 | Al-Masry                     | 3:1 (1:1) (Global 7:2) | Malindi      | Estadio Borg El Arab, Alejandría, Egipto |                         |
|                          | - Yasser 4', 56' - Amutu 60' | Reporte                | - 33' I. Ali | Árbitro(s): Sabri Fadul                  | Árbitro(s): Sabri Fadul |

#### Ashanti Gold vs RS Berkane
| 14 de septiembre de 2019 | Ashanti Gold                          | 3:2 (2:0) | RS Berkane               | Estadio Len Clay, Obuasi, Ghana |                     |
|                          | - Donkor 15' - Mumuni 43' - Addai 60' | Reporte   | - 51' Aziz - 57' Laachir | Árbitro(s): Issa Sy             | Árbitro(s): Issa Sy |

| 28 de septiembre de 2019 | RS Berkane              | 2:0 (2:0) (Global 4:3) | Ashanti Gold | Estadio Municipal de Berkane, Berkan, Marruecos |                                        |
|                          | - Dayo 31' - Krouch 45' | Reporte                |              | Árbitro(s): Abdoul Karim Twagirumukiza          | Árbitro(s): Abdoul Karim Twagirumukiza |

#### Santoba vs FC San Pédro
| 15 de septiembre de 2019 | Santoba | 0:0     | FC San Pédro | Estadio del 28 de Septiembre, Conakri, Guinea |                                |
|                          |         | Reporte |              | Árbitro(s): Mohamed Ali Moussa                | Árbitro(s): Mohamed Ali Moussa |

| 29 de septiembre de 2019 | FC San Pédro                                   | 3:0 (1:0) (Global 3:0) | Santoba | Estadio Houphouët-Boigny, Abiyán, Costa de Marfil |                                 |
|                          | - Agboke 20' (pen.) - Kramo 64' - Mbondi 90+1' | Reporte                |         | Árbitro(s): Louis Houngnandande                   | Árbitro(s): Louis Houngnandande |

#### TS Galaxy vs CNaPS Sports
| 15 de septiembre de 2019 | TS Galaxy  | 1:0 (1:0) | CNaPS Sports | Estadio Mbombela, Nelspruit, Sudáfrica |                              |
|                          | - Barns 5' | Reporte   |              | Árbitro(s): Thulani Sibandze           | Árbitro(s): Thulani Sibandze |

| 28 de septiembre de 2019 | CNaPS Sports  | 1:3 (0:1) (Global 1:4) | TS Galaxy                       | CNaPS Stadium, Antananarivo, Madagascar |                            |
|                          | - Niasexe 90' | Reporte                | - 19' Shangase - 55', 85' Barns | Árbitro(s): Anthony Ogwayo              | Árbitro(s): Anthony Ogwayo |

#### Young Buffaloes vs Bidvest Wits
| 14 de septiembre de 2019 | Young Buffaloes | 1:0 (1:0) | Bidvest Wits | Centro Deportivo Mavuso, Manzini, Suazilandia |                         |
|                          | - Mamba 29'     | Reporte   |              | Árbitro(s): Osiase Koto                       | Árbitro(s): Osiase Koto |

| 27 de septiembre de 2019 | Bidvest Wits                        | 3:0 (2:0) (Global 3:1) | Young Buffaloes | Estadio Bidvest, Johannesburgo, Sudáfrica |                              |
|                          | - Motupa 22', 27' - Dzvukamanja 83' | Reporte                |                 | Árbitro(s): Ishmael Chizinga              | Árbitro(s): Ishmael Chizinga |

#### Khartoum vs DC Motema Pembe
| 13 de septiembre de 2019 | Khartoum      | 1:2 (0:0) | DC Motema Pembe           | Estadio Al Merreikh, Omdurmán, Sudán |                          |
|                          | - Tronbil 72' | Reporte   | - 61' Ngouelou - 88' Loko | Árbitro(s): Lazard Tsiba             | Árbitro(s): Lazard Tsiba |

| 27 de septiembre de 2019 | DC Motema Pembe | 1:2 (1:1) (3:1 p.)(Global 3:3) | Khartoum                   | Estadio de los Mártires, Kinsasa, RD Congo |                                   |
|                          | - Bongonga 24'  | Reporte                        | - 4' Tronbil - 54' Pretino | Árbitro(s): Omar Abdulkadir Artan          | Árbitro(s): Omar Abdulkadir Artan |

#### Kigali vs Proline
| 14 de septiembre de 2019 | Kigali                 | 1:1 (0:0) | Proline       | Estadio Regional Nyamirambo, Kigali, Ruanda |                         |
|                          | - Ssentongo 87' (pen.) | Reporte   | - 48' Anukani | Árbitro(s): Ring Malong                     | Árbitro(s): Ring Malong |

| 28 de septiembre de 2019 | Proline           | 2:1 (2:0) (Global 3:2) | Kigali          | Startimes Uganda Stadium, Kampala, Uganda |                                 |
|                          | - Bogere 12', 15' | Reporte                | - 85' Ssentongo | Árbitro(s): Joaquín Esono Eyang           | Árbitro(s): Joaquín Esono Eyang |

#### Bandari vs US Ben Guerdane
| 14 de septiembre de 2019 | Bandari                   | 2:0 (0:0) | US Ben Guerdane | Centro Internacional Moi, Nairobi, Kenia |                                   |
|                          | - Yema 73' - Abdallah 78' | Reporte   |                 | Árbitro(s): Alhadi Allaou Mahamat        | Árbitro(s): Alhadi Allaou Mahamat |

| 29 de septiembre de 2019 | US Ben Guerdane      | 2:1 (2:0) (Global 2:3) | Bandari     | Estadio 7 de Marzo, Ben Gardane, Túnez |                           |
|                          | - Ricardinho 5', 22' | Reporte                | - 89' Wadri | Árbitro(s): Mutaz Ibrahim              | Árbitro(s): Mutaz Ibrahim |

#### Azam vs Triangle United
| 15 de septiembre de 2019 | Azam | 0:1 (0:1) | Triangle United | Chamazi Stadium, Dar es-Salam, Tanzania |                                 |
|                          |      | Reporte   | - 35' Kawondera | Árbitro(s): Jean Claude Ishimwe         | Árbitro(s): Jean Claude Ishimwe |

| 28 de septiembre de 2019 | Triangle United | 1:0 (0:0) (Global 2:0) | Azam | Estadio Barbourfields, Bulawayo, Zimbabue |                                  |
|                          | - Mavhunga 86'  | Reporte                |      | Árbitro(s): Abdoul Ohabee Kanoso          | Árbitro(s): Abdoul Ohabee Kanoso |

#### Pyramids vs CR Belouizdad
| 14 de septiembre de 2019 | Pyramids     | 1:1 (0:0) | CR Belouizdad | Estadio 30 de Junio, El Cairo, Egipto |                           |
|                          | - Farouk 75' | Reporte   | - 65' Sayoud  | Árbitro(s): Janny Sikazwe             | Árbitro(s): Janny Sikazwe |

| 29 de septiembre de 2019 | CR Belouizdad | 0:1 (0:0) (Global 1:2) | Pyramids    | Estadio 5 de julio de 1962, Argel, Argelia |                           |
|                          |               | Reporte                | - 66' Antwi | Árbitro(s): Samir Guezzaz                  | Árbitro(s): Samir Guezzaz |

### Playoff
}}
}}
}}
}}
}}
}}
}}
}}
}}
}}
}}
}}
}}
}}
}}
}}
| Equipo 1                   | Agr.        | Equipo 2              | Ida | Vuelta |
| -------------------------- | ----------- | --------------------- | --- | ------ |
| Fosa Juniors               | 2–5         | RS Berkane            | 2–0 | 0–5    |
| Côte d'Or                  | 0–6         | Al-Masry              | 0–4 | 0–2    |
| Elect-Sport                | 0–5         | Djoliba               | 0–1 | 0–4    |
| Asante Kotoko              | 1–2         | FC San Pédro          | 1–0 | 0–2    |
| ASC Kara                   | 2–2 (v)     | Rangers International | 2–1 | 0–1    |
| Cano Sport                 | 2–8         | Zanaco                | 1–3 | 1–5    |
| Enyimba                    | 4–1         | TS Galaxy             | 2–0 | 2–1    |
| Gor Mahia                  | 2–3         | DC Motema Pembe       | 1–1 | 1–2    |
| Green Eagles Football Club | 2–3         | Hassania Agadir       | 1–1 | 1–2    |
| Horoya                     | 5–2         | Bandari               | 4–2 | 1–0    |
| KCCA                       | 1–4         | Paradou AC            | 0–0 | 1–4    |
| UD Songo                   | 1–8         | Bidvest Wits          | 1–2 | 0–6    |
| Young Africans             | 1–5         | Pyramids              | 1–2 | 0–3    |
| Al-Nasr                    | 4–2         | Proline               | 2–2 | 2–0    |
| FC Nouadhibou              | 4–3         | Triangle United       | 2–0 | 2–3    |
| Génération Foot            | 1–1 (3–4 p) | ESAE                  | 0–1 | 1–0    |

#### Fosa Juniors vs RS Berkane
| 27 de octubre de 2019 | Fosa Juniors                                     | 2:0 (1:0) | RS Berkane | CNaPS Stadium, Antananarivo, Madagascar |                          |
|                       | - Razafindrakoto 10' - Rakotoarisoa 90+2' (pen.) | Reporte   |            | Árbitro(s): Ndala Ngambo                | Árbitro(s): Ndala Ngambo |

| 3 de noviembre de 2019 | RS Berkane                                               | 5:0 (4:0) (Global 5:2) | Fosa Juniors | Estadio Municipal de Berkane, Berkan, Marruecos |                          |
|                        | - A. Traoré 7', 26' - Aziz 36' (pen.), 44' - Laachir 69' | Reporte                |              | Árbitro(s): Dahane Beida                        | Árbitro(s): Dahane Beida |

#### Côte d'Or vs Al-Masry
| 27 de octubre de 2019 | Côte d'Or | 0:4 (0:2) | Al-Masry                                         | Estadio Linité, Victoria, Seychelles |                             |
|                       |           | Reporte   | - 6' Yasser - 13' Wadi - 90' Amutu - 90+2' Gomaa | Árbitro(s): Patrice Milazar          | Árbitro(s): Patrice Milazar |

| 3 de noviembre de 2019 | Al-Masry         | 2:0 (1:0) (Global 6:0) | Côte d'Or | Estadio Borg El Arab, Alejandría, Egipto |                             |
|                        | - Gomaa 21', 78' | Reporte                |           | Árbitro(s): Boureima Sanogo              | Árbitro(s): Boureima Sanogo |

#### Elect-Sport vs Djoliba
| 27 de octubre de 2019 | Elect-Sport | 0:1 (0:0) | Djoliba      | Idriss Mahamat Ouya, Yamena, Chad |                                   |
|                       |             | Reporte   | - 85' Camara | Árbitro(s): Souleiman Ahmed Djama | Árbitro(s): Souleiman Ahmed Djama |

| 3 de noviembre de 2019 | Djoliba                                                    | 4:0 (1:0) (Global 5:0) | Elect-Sport | Polideportivo Modibo Keïta, Bamako, Malí |                           |
|                        | - Camara 31' - Coulibaly 49' - Bah 60' (pen.) - Ekwa 90+2' | Reporte                |             | Árbitro(s): Mutaz Ibrahim                | Árbitro(s): Mutaz Ibrahim |

#### Asante Kotoko vs FC San Pédro
| 27 de octubre de 2019 | Asante Kotoko        | 1:0 (0:0) | FC San Pédro | Estadio Baba Yara, Kumasi, Ghana |                           |
|                       | - Keïta 90+4' (pen.) | Reporte   |              | Árbitro(s): Eugene Mdluli        | Árbitro(s): Eugene Mdluli |

| 3 de noviembre de 2019 | FC San Pédro                 | 2:0 (1:0) (Global 2:1) | Asante Kotoko | Estadio Houphouët-Boigny, Abiyán, Costa de Marfil |                                |
|                        | - Soumaoro 3' - Diomandé 85' | Reporte                |               | Árbitro(s): Joseph Odey Ogabor                    | Árbitro(s): Joseph Odey Ogabor |

#### ASC Kara vs Rangers International
| 27 de octubre de 2019 | ASC Kara                | 2:1 (1:1) | Rangers International | Estadio de Kégué, Lomé, Togo |                          |
|                       | - Mani 29' - Nane 90+2' | Reporte   | - 32' (pen.) George   | Árbitro(s): Daouda Gueye     | Árbitro(s): Daouda Gueye |

| 3 de noviembre de 2019 | Rangers International | 1:0 (1:0) (Global 2:2) | ASC Kara | Estadio Nnamdi Azikiwe, Enugu, Nigeria |                               |
|                        | - Chinonso 18'        | Reporte                |          | Árbitro(s): Ahmed El Ghandour          | Árbitro(s): Ahmed El Ghandour |

#### Cano Sport vs Zanaco
| 27 de octubre de 2019 | Cano Sport | 1:3 (0:1) | Zanaco                         | Nuevo Estadio de Malabo, Malabo, Guinea Ecuatorial |                           |
|                       | - Sipi 79' | Reporte   | - 37' Tembo - 46', 80' Manziba | Árbitro(s): Mashood Ssali                          | Árbitro(s): Mashood Ssali |

| 3 de noviembre de 2019 | Zanaco                                      | 5:1 (2:0) (Global 8:2) | Cano Sport   | Estadio Héroes Nacionales, Lusaka, Zambia |                             |
|                        | - Kola 2', 12' - Tembo 49', 77' - Mbewe 58' | Reporte                | - 69' Diarra | Árbitro(s): Messie Nkounkou               | Árbitro(s): Messie Nkounkou |

#### Enyimba vs TS Galaxy
| 27 de octubre de 2019 | Enyimba                 | 2:0 (1:0) | TS Galaxy | Estadio Internacional Enyimba, Aba, Nigeria |                  |
|                       | - Mbaoma 7' - Usule 60' | Reporte   |           | Árbitro(s): [[]]                            | Árbitro(s): [[]] |

| 3 de noviembre de 2019 | TS Galaxy     | 1:2 (0:0) (Global 1:4) | Enyimba                   | Estadio Mbombela, Nelspruit, Sudáfrica |                  |
|                        | - Mashego 89' | Reporte                | - 76' Darkwah - 82' Usule | Árbitro(s): [[]]                       | Árbitro(s): [[]] |

#### Gor Mahia vs DC Motema Pembe
| 27 de octubre de 2019 | Gor Mahia     | 1:1 (0:0) | DC Motema Pembe | Centro Internacional Moi, Nairobi, Kenia |                             |
|                       | - Gnamien 63' | Reporte   | - 70' Luezi     | Árbitro(s): Lotfi Bekouassa              | Árbitro(s): Lotfi Bekouassa |

| 3 de noviembre de 2019 | DC Motema Pembe             | 2:1 (1:1) (Global 3:2) | Gor Mahia     | Estadio de los Mártires, Kinsasa, RD Congo |                           |
|                        | - Bongonga 45+2' - Koné 66' | Reporte                | - 10' Ochieng | Árbitro(s): Celso Alvação                  | Árbitro(s): Celso Alvação |

#### Green Eagles Football Club vs Hassania Agadir
| 27 de octubre de 2019 | Green Eagles Football Club | 1:1 (1:0) | Hassania Agadir | Estadio Nkoloma, Lusaka, Zambia  |                                  |
|                       | - Sautu 31'                | Reporte   | - 90+1' Rami    | Árbitro(s): Abdoul Ohabee Kanoso | Árbitro(s): Abdoul Ohabee Kanoso |

| 3 de noviembre de 2019 | Hassania Agadir                     | 2:1 (0:0) (Global 3:2) | Green Eagles Football Club | Estadio de Agadir, Agadir, Marruecos |                                   |
|                        | - El Mallouki 71' - El Berkaoui 87' | Reporte                | - 56' Kaseba               | Árbitro(s): Alhadi Allaou Mahamat    | Árbitro(s): Alhadi Allaou Mahamat |

#### Horoya vs Bandari
| 27 de octubre de 2019 | Horoya                             | 4:2 (2:1) | Bandari                      | Estadio del 28 de Septiembre, Conakri, Guinea |                            |
|                       | - Bancé 1', 55', 57' - Nikièma 18' | Reporte   | - 25' Abdallah - 45+2' Wadri | Árbitro(s): Bakary Gassama                    | Árbitro(s): Bakary Gassama |

| 3 de noviembre de 2019 | Bandari | 0:1 (0:0) (Global 2:5) | Horoya        | Centro Internacional Moi, Nairobi, Kenia |                             |
|                        |         | Reporte                | - 66' Mandela | Árbitro(s): Norman Matemera              | Árbitro(s): Norman Matemera |

#### KCCA vs Paradou AC
| 27 de octubre de 2019 | KCCA | 0:0     | Paradou AC | Startimes Uganda Stadium, Kampala, Uganda |                              |
|                       |      | Reporte |            | Árbitro(s): Thulani Sibandze              | Árbitro(s): Thulani Sibandze |

| 3 de noviembre de 2019 | Paradou AC                                                   | 4:1 (2:1) (Global 4:1) | KCCA         | Estadio 5 de julio de 1962, Argel, Argelia |                                 |
|                        | - Herrari 9' - Bouzok 38' (pen.) - Kadri 65' - Bouguerra 70' | Reporte                | - 23' Okello | Árbitro(s): Louis Houngnandande            | Árbitro(s): Louis Houngnandande |

#### UD Songo vs Bidvest Wits
| 27 de octubre de 2019 | UD Songo      | 1:2 (1:1) | Bidvest Wits             | Estadio do Zimpeto, Maputo, Mozambique |                  |
|                       | - Telinho 34' | Reporte   | - 23' Hotto - 60' Doutie | Árbitro(s): [[]]                       | Árbitro(s): [[]] |

| 3 de noviembre de 2019 | Bidvest Wits                                                 | 6:0 (2:0) (Global 8:1) | UD Songo | Estadio Bidvest, Johannesburgo, Sudáfrica |                  |
|                        | - Motupa 20', 44', 54', 75' - Macuphu 84' - Mahangwahaya 88' | Reporte                |          | Árbitro(s): [[]]                          | Árbitro(s): [[]] |

#### Young Africans vs Pyramids
| 27 de octubre de 2019 | Young Africans | 1:2 (0:1) | Pyramids                | CCM Kirumba Stadium, Mwanza, Tanzania |                            |
|                       | - Kabamba 88'  | Reporte   | - 42' Traoré - 63' Said | Árbitro(s): Kalilou Traoré            | Árbitro(s): Kalilou Traoré |

| 3 de noviembre de 2019 | Pyramids                               | 3:0 (1:0) (Global 5:1) | Young Africans | Estadio 30 de Junio, El Cairo, Egipto |                               |
|                        | - Traoré 28' - Farouk 80' - Said 90+5' | Reporte                |                | Árbitro(s): Blaise Yuven Ngwa         | Árbitro(s): Blaise Yuven Ngwa |

#### Al-Nasr vs Proline
| 27 de octubre de 2019 | Al-Nasr                               | 2:2 (1:1) | Proline                      | Estadio Borg El Arab, Alejandría, Egipto |                            |
|                       | - Al-Mehdi 13' - Almaryami 68' (pen.) | Reporte   | - 45+1' Mujuzi - 78' Anukani | Árbitro(s): Dawdu Williams               | Árbitro(s): Dawdu Williams |

| 3 de noviembre de 2019 | Proline | 0:2 (0:1) (Global 2:4) | Al-Nasr                      | Startimes Uganda Stadium, Kampala, Uganda |                                |
|                        |         | Reporte                | - 5' Almaryami - 62' Albedwi | Árbitro(s): Elsiddig El Treefe            | Árbitro(s): Elsiddig El Treefe |

#### FC Nouadhibou vs Triangle United
| 27 de octubre de 2019 | FC Nouadhibou           | 2:0 (0:0) | Triangle United | Estadio Cheikha Ould Boïdiya, Nuakchot, Mauritania |                            |
|                       | - Cissé 52' - Gueye 57' | Reporte   |                 | Árbitro(s): Haythem Guirat                         | Árbitro(s): Haythem Guirat |

| 3 de noviembre de 2019 | Triangle United                               | 3:2 (0:1) (Global 3:4) | FC Nouadhibou     | Estadio Barbourfields, Bulawayo, Zimbabue |                         |
|                        | - Makoni 47' - Kawondera 52' - Chivandire 81' | Reporte                | - 7', 54' El-Wely | Árbitro(s): Ring Malong                   | Árbitro(s): Ring Malong |

#### Génération Foot vs ESAE
| 30 de octubre de 2019 | Génération Foot | 0:1 (0:0) | ESAE         | Stade Lat-Dior, Thiès, Senegal |                          |
|                       |                 | Reporte   | - 74' Kokpon | Árbitro(s): Babacar Sarr       | Árbitro(s): Babacar Sarr |

| 5 de noviembre de 2019 | ESAE                                                    | 0:1 (0:1) (4:3 p.)(Global 1:1) | Génération Foot                              | Estadio René Pleven d'Akpakpa, Cotonú, Benín |                                |
|                        |                                                         | Reporte                        | - 42' Bayo                                   | Árbitro(s): Mohamed Ali Moussa               | Árbitro(s): Mohamed Ali Moussa |
|                        |                                                         | Tiros desde el punto penal     |                                              |                                              |                                |
|                        | - Onyenwen - Akplogan - Kokpon - Linkpon - Dah-Atchefon |                                | - Sanneh - Gueye - Diop - Diagne - Bougazeli |                                              |                                |

## Fase de grupos

### Grupo A
| Pos. | Equipo                | Pts. | PJ | G | E | P | GF | GC | Dif. | Clasificación    |     | PYR | MAS | RAN | NOU |
| ---- | --------------------- | ---- | -- | - | - | - | -- | -- | ---- | ---------------- | --- | --- | --- | --- | --- |
| 1    | Pyramids              | 15   | 6  | 5 | 0 | 1 | 14 | 3  | +11  | Cuartos de final |     | —   | 2–0 | 0–1 | 6–0 |
| 2    | Al-Masry              | 10   | 6  | 3 | 1 | 2 | 10 | 9  | +1   | Cuartos de final |     | 1–2 | —   | 4–2 | 1–0 |
| 3    | Rangers International | 6    | 6  | 1 | 3 | 2 | 6  | 9  | −3   |                  |     | 1–3 | 1–1 | —   | 1–1 |
| 4    | FC Nouadhibou         | 2    | 6  | 0 | 2 | 4 | 3  | 12 | −9   |                  | 0–1 | 2–3 | 0–0 | —   |     |

 Fuente: CAF
| 1 de diciembre de 2019 | Rangers International | 1:3 (1:0) | Pyramids                                            | Estadio Nnamdi Azikiwe, Enugu, Nigeria |                                   |
|                        | - Olawoyin 28'        | Reporte   | - 54' (pen.) Farouk - 83' Layouni - 87' (pen.) Issa | Árbitro(s): Souleiman Ahmed Djama      | Árbitro(s): Souleiman Ahmed Djama |

| 1 de diciembre de 2019 | FC Nouadhibou               | 2:3 (0:1) | Al-Masry                          | Estadio Cheikha Ould Boïdiya, Nuakchot, Mauritania |                           |
|                        | - Bagili 46' - El Welly 55' | Reporte   | - 20', 63' Amutu - 90+1' El Eraki | Árbitro(s): Boubou Traoré                          | Árbitro(s): Boubou Traoré |

| 8 de diciembre de 2019 | Al-Masry                                       | 4:2 (2:0) | Rangers International               | Estadio de Alejandría, Alejandría, Egipto |                              |
|                        | - Amutu 5' - Yasser 27' - Taktak 48' - Ali 83' | Reporte   | - 86' Chinonso - 90' (a.g.) Simporé | Árbitro(s): El Fadil Mohamed              | Árbitro(s): El Fadil Mohamed |

| 8 de diciembre de 2019 | Pyramids                                                    | 6:0 (2:0) | FC Nouadhibou | Estadio 30 de Junio, El Cairo, Egipto |                           |
|                        | - Farouk 10', 56' - Traoré 32', 84' - Antwi 52' - Kanon 75' | Reporte   |               | Árbitro(s): Hassan Corneh             | Árbitro(s): Hassan Corneh |

| 29 de diciembre de 2019 | Al-Masry      | 1:2 (0:0) | Pyramids                    | Estadio de Alejandría, Alejandría, Egipto |                            |
|                         | - Simporé 72' | Reporte   | - 54' Antwi - 83' El Gabbas | Árbitro(s): Haythem Guirat                | Árbitro(s): Haythem Guirat |

| 29 de diciembre de 2019 | FC Nouadhibou | 0:0     | Rangers International | Estadio Cheikha Ould Boïdiya, Nuakchot, Mauritania |                                   |
|                         |               | Reporte |                       | Árbitro(s): Daniel Laryea Nii Ayi                  | Árbitro(s): Daniel Laryea Nii Ayi |

| 12 de enero de 2020 | Rangers International | 1:1 (0:1) | FC Nouadhibou  | Estadio Nnamdi Azikiwe, Enugu, Nigeria |                           |
|                     | - Olawoyin 68' (pen.) | Reporte   | - 23' El Welly | Árbitro(s): Adissa Ligali              | Árbitro(s): Adissa Ligali |

| 12 de enero de 2020 | Pyramids                | 2:0 (1:0) | Al-Masry | Estadio 30 de Junio, El Cairo, Egipto |                           |
|                     | - Traoré 21' - Emad 71' | Reporte   |          | Árbitro(s): Jean Ouattara             | Árbitro(s): Jean Ouattara |

| 26 de enero de 2020 | Pyramids | 0:1 (0:0) | Rangers International | Estadio Internacional de El Cairo, El Cairo, Egipto |                                  |
|                     |          | Reporte   | - 73' George          | Árbitro(s): Ali Mohamed Adelaide                    | Árbitro(s): Ali Mohamed Adelaide |

| 26 de enero de 2020 | Al-Masry      | 1:0 (0:0) | FC Nouadhibou | Estadio de Alejandría, Alejandría, Egipto |                         |
|                     | - Simporé 86' | Reporte   |               | Árbitro(s): Karim Sabry                   | Árbitro(s): Karim Sabry |

| 2 de febrero de 2020 | FC Nouadhibou | 0:1 (0:0) | Pyramids    | Estadio 30 de Junio, El Cairo, Egipto |                               |
|                      |               | Reporte   | - 59' Antwi | Árbitro(s): Sekou Ahmed Touré         | Árbitro(s): Sekou Ahmed Touré |

| 2 de febrero de 2020 | Rangers International | 1:1 (1:1) | Al-Masry  | Estadio Nnamdi Azikiwe, Enugu, Nigeria |                                   |
|                      | - George 20'          | Reporte   | - 6' Wadi | Árbitro(s): Andofetra Rakotojaona      | Árbitro(s): Andofetra Rakotojaona |

### Grupo B
| Pos. | Equipo           | Pts. | PJ | G | E | P | GF | GC | Dif. | Clasificación    |     | HAC | ANB | DAC | BIW |
| ---- | ---------------- | ---- | -- | - | - | - | -- | -- | ---- | ---------------- | --- | --- | --- | --- | --- |
| 1    | Horoya           | 14   | 6  | 4 | 2 | 0 | 8  | 1  | +7   | Cuartos de final |     | —   | 3–0 | 1–0 | 2–1 |
| 2    | Al-Nasr Benghazi | 8    | 6  | 2 | 2 | 2 | 4  | 7  | −3   | Cuartos de final |     | 0–2 | —   | 1–1 | 2–1 |
| 3    | Djoliba          | 8    | 6  | 2 | 2 | 2 | 4  | 3  | +1   |                  |     | 0–0 | 0–1 | —   | 1–0 |
| 4    | Bidvest Wits     | 2    | 6  | 0 | 2 | 4 | 2  | 7  | −5   |                  | 0–0 | 0–0 | 0–2 | —   |     |

 Fuente: CAF
Notas:
1. 1 2  Desempate por Puntos: Al-Nasr 4, Djoliba 1.

| 1 de diciembre de 2019 | Al-Nasr Benghazi       | 1:1 (0:0) | Djoliba   | Estadio Al-Salam, El Cairo, Egipto |                                   |
|                        | - Almaryami 68' (pen.) | Reporte   | - 52' Bah | Árbitro(s): Noureddine El Jaafari  | Árbitro(s): Noureddine El Jaafari |

| 1 de diciembre de 2019 | Bidvest Wits | 0:0     | Horoya | Estadio Bidvest, Johannesburgo, Sudáfrica |                          |
|                        |              | Reporte |        | Árbitro(s): Peter Waweru                  | Árbitro(s): Peter Waweru |

| 8 de diciembre de 2019 | Djoliba       | 1:0 (1:0) | Bidvest Wits | Estadio del 26 de Marzo, Bamako, Malí |                                 |
|                        | - Talatou 30' | Reporte   |              | Árbitro(s): Ali Mohamed Adelaid       | Árbitro(s): Ali Mohamed Adelaid |

| 8 de diciembre de 2019 | Horoya                                         | 3:0 (1:0) | Al-Nasr Benghazi | Estadio del 28 de Septiembre, Conakri, Guinea |                         |
|                        | - Makambo 12' - Bancé 75' (pen.) - Kutinyu 90' | Reporte   |                  | Árbitro(s): Pilan Ncube                       | Árbitro(s): Pilan Ncube |

| 29 de diciembre de 2019 | Horoya      | 1:0 (1:0) | Djoliba | Estadio del 28 de Septiembre, Conakri, Guinea |                             |
|                         | - Sylla 19' | Reporte   |         | Árbitro(s): Bernard Camille                   | Árbitro(s): Bernard Camille |

| 29 de diciembre de 2019 | Bidvest Wits | 0:0     | Al-Nasr Benghazi | Estadio Dobsonville, Soweto, Sudáfrica |                            |
|                         |              | Reporte |                  | Árbitro(s): Mahmood Ismail             | Árbitro(s): Mahmood Ismail |

| 12 de enero de 2020 | Al-Nasr Benghazi                       | 2:1 (0:0) | Bidvest Wits  | Estadio Petro Sport, El Cairo, Egipto |                          |
|                     | - Dzvukamanja 49' (a.g.) - Alaeeli 61' | Reporte   | - 75' Domingo | Árbitro(s): Pierre Atcho              | Árbitro(s): Pierre Atcho |

| 12 de enero de 2020 | Djoliba | 0:0     | Horoya | Estadio del 26 de Marzo, Bamako, Malí |                            |
|                     |         | Reporte |        | Árbitro(s): Bakary Gassama            | Árbitro(s): Bakary Gassama |

| 26 de enero de 2020 | Horoya                  | 2:1 (1:1) | Bidvest Wits | Estadio del 28 de Septiembre, Conakri, Guinea |                               |
|                     | - Nikiema 5' - Haba 62' | Reporte   | - 21' Hotto  | Árbitro(s): Ahmed El Ghandour                 | Árbitro(s): Ahmed El Ghandour |

| 26 de enero de 2020 | Djoliba | 0:1 (0:0) | Al-Nasr Benghazi | Estadio del 26 de Marzo, Bamako, Malí  |                                        |
|                     |         | Reporte   | - 68' Husayn     | Árbitro(s): Helder Martins de Carvalho | Árbitro(s): Helder Martins de Carvalho |

| 2 de febrero de 2020 | Bidvest Wits | 0:2 (0:1) | Djoliba                   | Estadio Dobsonville, Soweto, Sudáfrica |                                   |
|                      |              | Reporte   | - 15' Sanogo - 46' Camara | Árbitro(s): Daniel Laryea Nii Ayi      | Árbitro(s): Daniel Laryea Nii Ayi |

| 2 de febrero de 2020 | Al-Nasr Benghazi | 0:2 (0:1) | Horoya                          | Estadio Petro Sport, El Cairo, Egipto |                                       |
|                      |                  | Reporte   | - 11' Haba - 76' (pen.) Nikiema | Árbitro(s): Jean Jacques Ndala Ngambo | Árbitro(s): Jean Jacques Ndala Ngambo |

### Grupo C
| Pos. | Equipo          | Pts. | PJ | G | E | P | GF | GC | Dif. | Clasificación    |     | RSB | ZAN | DCM | ESA |
| ---- | --------------- | ---- | -- | - | - | - | -- | -- | ---- | ---------------- | --- | --- | --- | --- | --- |
| 1    | RS Berkane      | 11   | 6  | 3 | 2 | 1 | 13 | 4  | +9   | Cuartos de final |     | —   | 1–1 | 3–0 | 3–0 |
| 2    | Zanaco          | 10   | 6  | 2 | 4 | 0 | 8  | 4  | +4   | Cuartos de final |     | 1–1 | —   | 2–1 | 3–0 |
| 3    | DC Motema Pembe | 10   | 6  | 3 | 1 | 2 | 6  | 6  | 0    |                  |     | 1–0 | 1–1 | —   | 1–0 |
| 4    | ESAE            | 1    | 6  | 0 | 1 | 5 | 1  | 14 | −13  |                  | 1–5 | 0–0 | 0–2 | —   |     |

 Fuente: CAF
Notas:
1. 1 2  Desempate por Puntos: Zanaco 4, DC Motema Pembe 1.

| 1 de diciembre de 2019 | DC Motema Pembe | 1:1 (0:1) | Zanaco         | Estadio de los Mártires, Kinsasa, RD Congo |                         |
|                        | - Moussa 25'    | Reporte   | - 78' Kolawole | Árbitro(s): Sadok Selmi                    | Árbitro(s): Sadok Selmi |

| 1 de diciembre de 2019 | RS Berkane                                | 3:0 (2:0) | ESAE | Estadio Municipal de Berkane, Berkan, Marruecos |                     |
|                        | - Krouch 26' - Laachir 32' - Ouattara 86' | Reporte   |      | Árbitro(s): Issa Sy                             | Árbitro(s): Issa Sy |

| 8 de diciembre de 2019 | ESAE | 0:2 (0:1) | DC Motema Pembe     | Estadio Charles de Gaulle, Porto Novo, Benín |                                 |
|                        |      | Reporte   | - 36', 52' Bongonga | Árbitro(s): Ibrahim Nour El Din              | Árbitro(s): Ibrahim Nour El Din |

| 8 de diciembre de 2019 | Zanaco         | 1:1 (1:1) | RS Berkane | Estadio Héroes Nacionales, Lusaka, Zambia |                           |
|                        | - Ouattara 15' | Reporte   | - 25' Zulu | Árbitro(s): Alioum Alioum                 | Árbitro(s): Alioum Alioum |

| 29 de diciembre de 2019 | ESAE | 0:0     | Zanaco | Estadio Charles de Gaulle, Porto Novo, Benín |                                   |
|                         |      | Reporte |        | Árbitro(s): Andofetra Rakotojaona            | Árbitro(s): Andofetra Rakotojaona |

| 29 de diciembre de 2019 | RS Berkane                                 | 3:0 (2:0) | DC Motema Pembe | Estadio Municipal de Berkane, Berkan, Marruecos |                           |
|                         | - A. Traoré 29' - Krouch 41' - Laachir 67' | Reporte   |                 | Árbitro(s): Boubou Traoré                       | Árbitro(s): Boubou Traoré |

| 12 de enero de 2020 | DC Motema Pembe | 1:0 (0:0) | RS Berkane | Estadio de los Mártires, Kinsasa, RD Congo |                          |
|                     | - Luezi 69'     | Reporte   |            | Árbitro(s): Victor Gomes                   | Árbitro(s): Victor Gomes |

| 12 de enero de 2020 | Zanaco                      | 3:0 (0:0) | ESAE | Estadio Héroes Nacionales, Lusaka, Zambia |                           |
|                     | - Mbewe 54' - Kola 65', 81' | Reporte   |      | Árbitro(s): Celso Alvação                 | Árbitro(s): Celso Alvação |

| 26 de enero de 2020 | ESAE      | 1:5 (1:3) | RS Berkane                                             | Estadio Charles de Gaulle, Porto Novo, Benín |                          |
|                     | - Sewa 1' | Reporte   | - 30', 41', 53' Ajaray - 36' Laachir - 75' (pen.) Aziz | Árbitro(s): Peter Waweru                     | Árbitro(s): Peter Waweru |

| 26 de enero de 2020 | Zanaco                     | 2:1 (0:1) | DC Motema Pembe | Estadio Héroes Nacionales, Lusaka, Zambia |                                |
|                     | - Owusu 83' - Moussa 90+3' | Reporte   | - 7' Nkongo     | Árbitro(s): Mohamed Ali Moussa            | Árbitro(s): Mohamed Ali Moussa |

| 2 de febrero de 2020 | RS Berkane     | 1:1 (1:1) | Zanaco            | Estadio Municipal de Berkane, Berkan, Marruecos |                            |
|                      | - A. Traoré 2' | Reporte   | - 39' (a.g.) Dayo | Árbitro(s): Mahmood Ismail                      | Árbitro(s): Mahmood Ismail |

| 2 de febrero de 2020 | DC Motema Pembe | 1:0 (1:0) | ESAE | Estadio de los Mártires, Kinsasa, RD Congo |                             |
|                      | - Bongonga 3'   | Reporte   |      | Árbitro(s): Quadri Adebimpe                | Árbitro(s): Quadri Adebimpe |

### Grupo D
| Pos. | Equipo          | Pts. | PJ | G | E | P | GF | GC | Dif. | Clasificación    |     | HSA | ENY | PAC | SNP |
| ---- | --------------- | ---- | -- | - | - | - | -- | -- | ---- | ---------------- | --- | --- | --- | --- | --- |
| 1    | Hassania Agadir | 11   | 6  | 3 | 2 | 1 | 9  | 5  | +4   | Cuartos de final |     | —   | 2–0 | 0–3 | 3–0 |
| 2    | Enyimba         | 10   | 6  | 3 | 1 | 2 | 11 | 7  | +4   | Cuartos de final |     | 1–1 | —   | 4–1 | 1–0 |
| 3    | Paradou AC      | 8    | 6  | 2 | 2 | 2 | 5  | 6  | −1   |                  |     | 0–2 | 1–0 | —   | 0–0 |
| 4    | FC San Pédro    | 3    | 6  | 0 | 3 | 3 | 3  | 10 | −7   |                  | 1–1 | 2–5 | 0–0 | —   |     |

 Fuente: CAF
| 1 de diciembre de 2019 | FC San Pédro | 0:0     | Paradou AC | Estadio Houphouët-Boigny, Abiyán, Costa de Marfil |                                       |
|                        |              | Reporte |            | Árbitro(s): Pacifique Ndabihawenimana             | Árbitro(s): Pacifique Ndabihawenimana |

| 1 de diciembre de 2019 | Hassania Agadir               | 2:0 (2:0) | Enyimba | Estadio de Agadir, Agadir, Marruecos |                               |
|                        | - El Berkaoui 14' - Cisse 19' | Reporte   |         | Árbitro(s): Sekou Ahmed Touré        | Árbitro(s): Sekou Ahmed Touré |

| 8 de diciembre de 2019 | Enyimba     | 1:0 (0:0) | FC San Pédro | Estadio Internacional Enyimba, Aba, Nigeria |                                |
|                        | - Usule 64' | Reporte   |              | Árbitro(s): Mohamed Ali Moussa              | Árbitro(s): Mohamed Ali Moussa |

| 8 de diciembre de 2019 | Paradou AC | 0:2 (0:1) | Hassania Agadir          | Stade Mustapha Tchaker, Blida, Argelia |                           |
|                        |            | Reporte   | - 26' Oubilla - 48' Rami | Árbitro(s): Jean Ouattara              | Árbitro(s): Jean Ouattara |

| 29 de diciembre de 2019 | FC San Pédro | 1:1 (0:1) | Hassania Agadir | Estadio Houphouët-Boigny, Abiyán, Costa de Marfil |                                 |
|                         | - Zan Bi 81' | Reporte   | - 37' Alfahli   | Árbitro(s): Jean Claude Ishimwe                   | Árbitro(s): Jean Claude Ishimwe |

| 29 de diciembre de 2019 | Paradou AC   | 1:0 (0:0) | Enyimba | Stade Mustapha Tchaker, Blida, Argelia |                          |
|                         | - Ghorab 64' | Reporte   |         | Árbitro(s): Daouda Guèye               | Árbitro(s): Daouda Guèye |

| 12 de enero de 2020 | Enyimba                             | 4:1 (3:0) | Paradou AC  | Estadio Internacional Enyimba, Aba, Nigeria |                             |
|                     | - Dimgba 15', 36', 76' - Mbaoma 35' | Reporte   | - 89' Kadri | Árbitro(s): Al Hadi Mahamat                 | Árbitro(s): Al Hadi Mahamat |

| 12 de enero de 2020 | Hassania Agadir             | 3:0 (0:0) | FC San Pédro | Estadio de Agadir, Agadir, Marruecos |                         |
|                     | - El Berkaoui 50', 54', 59' | Reporte   |              | Árbitro(s): Sadok Selmi              | Árbitro(s): Sadok Selmi |

| 26 de enero de 2020 | Enyimba       | 1:1 (1:1) | Hassania Agadir | Estadio Internacional Enyimba, Aba, Nigeria |                     |
|                     | - Oladapo 16' | Reporte   | - 2' Alfahli    | Árbitro(s): Issa Sy                         | Árbitro(s): Issa Sy |

| 26 de enero de 2020 | Paradou AC | 0:0     | FC San Pédro | Stade Mustapha Tchaker, Blida, Argelia |                           |
|                     |            | Reporte |              | Árbitro(s): Mutaz Ibrahim              | Árbitro(s): Mutaz Ibrahim |

| 2 de febrero de 2020 | FC San Pédro            | 2:5 (2:3) | Enyimba                                                 | Estadio Houphouët-Boigny, Abiyán, Costa de Marfil |                                   |
|                      | - Jimoh 6' - Zan Bi 44' | Reporte   | - 2' Bashir - 3', 75' Mbaoma - 25' Oladapo - 85' Dimgba | Árbitro(s): Omar Abdulkadir Artan                 | Árbitro(s): Omar Abdulkadir Artan |

| 2 de febrero de 2020 | Hassania Agadir | 0:3 (0:1) | Paradou AC                        | Estadio de Agadir, Agadir, Marruecos |                                     |
|                      |                 | Reporte   | - 10', 72' Kismoun - 90+5' Bouzok | Árbitro(s): Abdel Aziz Mohamed Bouh  | Árbitro(s): Abdel Aziz Mohamed Bouh |

## Fase final
|  | Cuartos de final | Cuartos de final | Cuartos de final | Cuartos de final |   |            | Semifinales | Semifinales | Semifinales |  |            | Final      | Final | Final |  |
|  |                  |                  |                  |                  |   |            |             |             |             |  |            |            |       |       |  |
|  |                  |                  |                  |                  |   |            |             |             |             |  |            |            |       |       |  |
|  | Al-Masry         | Al-Masry         | 2                | 0                |   |            |             |             |             |  |            |            |       |       |  |
|  | Al-Masry         | Al-Masry         | 2                | 0                |   |            |             |             |             |  |            |            |       |       |  |
|  | RS Berkane       | RS Berkane       | 2                | 1                |   |            |             |             |             |  |            |            |       |       |  |
|  | RS Berkane       | RS Berkane       | 2                | 1                |   | RS Berkane | RS Berkane  | 2           |             |  |            |            |       |       |  |
|  |                  |                  |                  |                  |   | RS Berkane | RS Berkane  | 2           |             |  |            |            |       |       |  |
|  |                  |                  | Hassania Agadir  | Hassania Agadir  | 1 |            |             |             |             |  |            |            |       |       |  |
|  | Al-Nasr Benghazi | Al-Nasr Benghazi | Hassania Agadir  | Hassania Agadir  | 1 | 0          | 0           |             |             |  |            |            |       |       |  |
|  | Al-Nasr Benghazi | Al-Nasr Benghazi |                  |                  |   |            |             |             |             |  |            |            |       |       |  |
|  | Hassania Agadir  | Hassania Agadir  | 5                | 2                |   |            |             |             |             |  |            |            |       |       |  |
|  | Hassania Agadir  | Hassania Agadir  | 5                | 2                |   |            |             |             |             |  | RS Berkane | RS Berkane | 1     |       |  |
|  |                  |                  |                  |                  |   |            |             |             |             |  | RS Berkane | RS Berkane | 1     |       |  |
|  |                  |                  | Pyramids         | Pyramids         | 0 |            |             |             |             |  |            |            |       |       |  |
|  | Zanaco           | Zanaco           | Pyramids         | Pyramids         | 0 | 0          | 1           |             |             |  |            |            |       |       |  |
|  | Zanaco           | Zanaco           |                  |                  |   |            |             |             |             |  |            |            |       |       |  |
|  | Pyramids         | Pyramids         | 3                | 0                |   |            |             |             |             |  |            |            |       |       |  |
|  | Pyramids         | Pyramids         | 3                | 0                |   | Pyramids   | Pyramids    | 2           |             |  |            |            |       |       |  |
|  |                  |                  |                  |                  |   | Pyramids   | Pyramids    | 2           |             |  |            |            |       |       |  |
|  |                  |                  | Horoya           | Horoya           | 0 |            |             |             |             |  |            |            |       |       |  |
|  | Enyimba          | Enyimba          | Horoya           | Horoya           | 0 | 1          | 0           |             |             |  |            |            |       |       |  |
|  | Enyimba          | Enyimba          |                  |                  |   |            |             |             |             |  |            |            |       |       |  |
|  | Horoya           | Horoya           | 1                | 2                |   |            |             |             |             |  |            |            |       |       |  |
|  | Horoya           | Horoya           | 1                | 2                |   |            |             |             |             |  |            |            |       |       |  |
|  |                  |                  |                  |                  |   |            |             |             |             |  |            |            |       |       |  |

### Cuartos de final
Al-Nasr Benghazi - Hassania Agadir
| 1 de marzo de 2020 | Al-Nasr | 0:5 (0:2) | Hassania Agadir                             | Estadio Petro Sport, El Cairo |                          |
|                    |         | Reporte   | - 9', 15', 56' El Berkaoui - 78', 87' Cisse | Árbitro(s): Victor Gomes      | Árbitro(s): Victor Gomes |

| 8 de marzo de 2020 | Hassania Agadir                         | 2:0 (0:0) (Global 7:0) | Al-Nasr | Estadio de Agadir, Agadir   |                             |
|                    | - El Berkaoui 69' (pen.) - Atassi 90+4' | Reporte                |         | Árbitro(s): Bernard Camille | Árbitro(s): Bernard Camille |

Al-Masry - RS Berkane
| 1 de marzo de 2020 | Al-Masry                           | 2:2 (0:1) | RS Berkane        | Estadio de Suez, Suez    |                          |
|                    | - Taktak 46' - Laaroubi 61' (a.g.) | Reporte   | - 44', 82' Iajour | Árbitro(s): Joshua Bondo | Árbitro(s): Joshua Bondo |

| 8 de marzo de 2020 | RS Berkane | 1:0 (1:0) (Global 3:2) | Al-Masry | Stade Municipal de Berkane, Berkane |                         |
|                    | - Naji 39' | Reporte                |          | Árbitro(s): Sadok Selmi             | Árbitro(s): Sadok Selmi |

Enyimba - Horoya Conakry
| 1 de marzo de 2020 | Enyimba       | 1:1 (1:0) | Horoya     | Enyimba International Stadium, Aba |                       |
|                    | - Oladapo 18' | Reporte   | - 71' Haba | Árbitro(s): Amin Omar              | Árbitro(s): Amin Omar |

| 8 de marzo de 2020 | Horoya                       | 2:0 (1:0) (Global 3:1) | Enyimba | Estadio del 28 de Septiembre, Conakri |                                       |
|                    | - Sakin 28' - Samassekou 84' | Reporte                |         | Árbitro(s): Pacifique Ndabihawenimana | Árbitro(s): Pacifique Ndabihawenimana |

Zanaco - Pyramids
| 1 de marzo de 2020 | Zanaco | 0:3 (0:2) | Pyramids                                  | Estadio Héroes Nacionales, Lusaka |                                   |
|                    |        | Reporte   | - 18' Gabr - 24' Farouk - 68' (pen.) Said | Árbitro(s): Andofetra Rakotojaona | Árbitro(s): Andofetra Rakotojaona |

| 8 de marzo de 2020 | Pyramids | 0:1 (0:1) (Global 3:1) | Zanaco       | Estadio 30 de Junio, El Cairo  |                                |
|                    |          | Reporte                | - 45+1' Kola | Árbitro(s): Eric Otogo-Castane | Árbitro(s): Eric Otogo-Castane |

### Semifinales
Debido a la pandemia de COVID-19, todos los partidos de semifinales, originalmente programados para el 3 y 10 de mayo de 2020, se pospusieron hasta nuevo aviso. El 30 de junio, la CAF anunció que las semifinales se reanudarían en septiembre de 2020 con un formato de Final Four, los partidos de semifinales se jugarán en un solo partido mientras que la sede de la Final Four se decidirá posteriormente. Los partidos se posponen nuevamente, esta vez para el 19 y 20 de octubre de 2020.
Renaissance de Berkane - Hassania Agadir
| 19 de octubre de 2020 | RS Berkane                    | 2:1 (1:1) | Hassania Agadir | Estadio Moulay Abdellah, Rabat        |                                       |
|                       | - Aziz 20' (pen.), 61' (pen.) | Reporte   | - 30' Kimaoui   | Árbitro(s): Jean Jacques Ndala Ngambo | Árbitro(s): Jean Jacques Ndala Ngambo |

Pyramids - Horoya Conakry
| 20 de octubre de 2020 | Pyramids                | 2:0 (0:0) | Horoya | Stade Mohammed V, Casablanca      |                                   |
|                       | - Hassan 74' - Said 75' | Reporte   |        | Árbitro(s): Bamlak Tessema Weyesa | Árbitro(s): Bamlak Tessema Weyesa |

### Final
| 25 de octubre de 2020 | RS Berkane | 1:0 (1:0) | Pyramids | Estadio Moulay Abdellah, Rabat |                           |
|                       | - Dayo 15' | Reporte   |          | Árbitro(s): Alioum Alioum      | Árbitro(s): Alioum Alioum |

## Campeón
|                                |
| Bandera de Marruecos           |
| Campeón RS Berkane 1.er título |